# BS Весов
BS Весов (лат. BS Librae) — одиночная переменная звезда в созвездии Весов на расстоянии (вычисленном из значения параллакса) приблизительно 25560 световых лет (около 7837 парсеков) от Солнца. Видимая звёздная величина звезды — от +14,3m до +12,7m.

## Характеристики
BS Весов — пульсирующая переменная звезда типа RR Лиры (RR).